# Nini Theilade
Nini Arlette Theilade (Purwokerto, 15 giugno 1915 – Hesselager, 3 febbraio 2018) è stata una ballerina danese.

## Biografia
Nini Theilade nacque a Purwokerto nel 1915 da padre danese e madre di origini francesi, tedesche e polacche. Nel 1926 la famiglia Theilade tornò in Danimarca, dove Nini cominciò a studiare danza a Copenaghen. Dopo essere stata rifiutata dalla Scuola del Balletto Reale Danese, si trasferì a Parigi con la madre per perfezionarsi sotto Ljubov' Nikolaevna Egorova e danzare con l'Opéra Comique.
Nel 1929 danzò in una tournée di coreografie di Asta Mollerup in Olanda, Germania, Danimarca, Svizzera, Francia e Scandinavia. Nel 1931 danzò come ospite al Teatro reale danese e poi in una tournée degli Stati Uniti. Nel 1935 recitò nel film Sogno di una notte di mezza estate diretto da Max Reinhardt, per cui aveva danzato a Berlino, Vienna, Salisburgo e Firenze nei primi anni 1930. Tra il 1938 e il 1940 fu una delle stelle del Ballet Russe de Monte Carlo, danzando in ruoli creati apposta per lei da Léonide Massine; ottenne vasti apprezzamenti per il ruoli di Povertà in Nobilissima Visione e per quello di Venere nel Baccanale con costumi di Salvador Dalí; successivamente danzò come artista opera al Metropolitan Opera House nel Clouds di Debussy.
Durante la seconda guerra mondiale si trasferì in Brasile, dove conobbe il futuro marito Piet Loopuyt, con cui ebbe due figli. Negli anni cinquanta tornò in Danimarca e curò le coreografie dei balletti Metaphor, Concerto, Psyche, Kalkbillede e Græsstrået. Nel 1969 fondò una scuola e compagnia di danza a Thurø, che per dieci anni andò in tournée in Europa. Successivamente insegnò danza a Lione e poi a Fionia.
Morì nel febbraio del 2018 all'età di 102 anni.